# E-akustik
e-akustik je šesté studiové album turecké rockové skupiny maNga. Album bylo vydáno vydavatelstvím PASAJ/GRGDN dne 20. března 2012.

## Seznam stop
| Pořadí         | Název | Délka |
| -------------- | --- | ----- |
| 1.             | Hoşgeldin (Text: — · Hudba: Arto Tunçboyacıyan, Yağmur Sarıgül)                                              | 2:09  |
| 2.             | Rezalet Çıkarasım Var (Text: Ferman Akgül, Yağmur Sarıgül · Hudba: Yağmur Sarıgül)                           | 3:03  |
| 3.             | Hayat Bu İşte (Text: Yağmur Sarıgül, Haluk Kuruosman · Hudba: Yağmur Sarıgül, Ferman Akgül, Haluk Kuruosman) | 5:31  |
| 4.             | Hani Biz (Text: Ferman Akgül · Hudba: Yağmur Sarıgül, Ferman Akgül)                                          | 4:33  |
| 5.             | Her Aşk Ölümü Tadacak (Text: Haluk Kurosman, Deniz Özbey Akyüz · Hudba: Yağmur Sarıgül, Ferman Akgül)        | 5:24  |
| 6.             | Beni Benimle Bırak (Text: Ferman Akgül, Haluk Kurosman, Cem Bahtiyar · Hudba: Yağmur Sarıgül, Ferman Akgül)  | 4:26  |
| 7.             | We Could Be the Same (Text: Evren Özdemir, maNga, Fiona Movery Akıncı · Hudba: maNga)                        | 3:48  |
| 8.             | Bir Kadın Çizeceksin (Text: Ferman Akgül · Hudba: Ferman Akgül)                                              | 4:24  |
| 9.             | Lunapark (Text: — · Hudba: Yağmur Sarıgül)                                                                   | 0:48  |
| 10.            | Ben Bir Palyaçoyum (Text: Yağmur Sarıgül, Ferman Akgül · Hudba: Yağmur Sarıgül, Ferman Akgül)                | 5:24  |
| 11.            | Dursun Zaman (Text: Ferman Akgül, Haluk Kurosman · Hudba: maNga)                                             | 4:47  |
| 12.            | Fly To Stay Alive (Text: Rigael Damar Drake · Hudba: Yağmur Sarıgül, Ferman Akgül)                           | 4:26  |
| 13.            | Yalan (Text: Yağmur Sarıgül · Hudba: Yağmur Sarıgül)                                                         | 5:33  |
| 14.            | Cevapsız Sorular (Text: Ferman Akgül, Haluk Kurosman · Hudba: Yağmur Sarıgül, Ferman Akgül)                  | 4:26  |
| 15.            | Güle Güle (Text: — · Hudba: Yağmur Sarıgül)                                                                  | 2:06  |
| Celková délka: | Celková délka:                                                                                               | 60:53 |